# Ludza
Ludza er en by i det østlige Letland med et indbyggertal på 8.718 (2016). Byen ligger i Ludzas distrikt, tæt ved grænsen til nabolandet Rusland.